# Klaus Hager
Klaus Hager (* 23. Juni 1955 in Selb) ist ein deutscher Gerontologe und Geriater, Professor und ehemaliger ärztlicher Geschäftsführer des Diakoniekrankenhaus Henriettenstiftung in Hannover. Er ist bekannt für seine Arbeiten auf dem Gebiet der Gerontologie und Geriatrie, insbesondere der Demenz und Alzheimer-Krankheit.

## Leben
Hager studierte von 1976 bis 1983 Humanmedizin an der Universität Erlangen-Nürnberg und der Universität Rennes I. Er wurde 1983 als Arzt approbiert und 1984 promoviert. 1990 erlangte er die Facharztanerkennung für innere Medizin und 1996 für Physikalische und Rehabilitative Medizin. Seit 1992 ist er Chefarzt des Zentrums für Medizin im Alter am Diakovere Krankenhaus in Hannover. Er ist Facharzt für Innere Medizin sowie Facharzt für Physikalische und Rehabilitative Medizin. Sonstige Weiterbildungsbezeichnungen: Rettungsmedizin, Physikalische Therapie, Psychotherapie, Ärztliches Qualitätsmanagement, Geriatrie. Seit 1995 besteht eine Ermächtigung zur Durchführung einer Gedächtnissprechstunde in Hannover. Diese wird seit 2012 im Focus als Anlaufstelle für die Alzheimer-Krankheit empfohlen. In seiner klinischen Tätigkeit ist er als Gutachter für Gerichte, Staatsanwaltschaften und Schlichtungsstellen in Deutschland tätig. Neben seiner klinischen Tätigkeit an der Medizinischen Klinik II des Städtischen Klinikums in Nürnberg von 1983 bis 1992 war er in dieser Zeit wissenschaftlicher Mitarbeiter am Institut für Gerontologie, Lehrstuhl für Innere Medizin/Gerontologie der Universität Erlangen-Nürnberg. 1992 wurde er im Fach Innere Medizin und experimentelle Gerontologie an der Universität Erlangen-Nürnberg habilitiert. 1995 erfolgte eine Umhabilitation an die Medizinische Hochschule Hannover verbunden mit der Erlangung der Lehrbefähigung im Fach Innere Medizin und Gerontologie als Privatdozent. 2000 wurde Hager an der Medizinischen Hochschule Hannover zum Außerplanmäßigen Professor ernannt. Seit 2004 organisiert er die studentische Lehre für das Querschnittsfach Q7 (Medizin des Alterns und des alten Menschen), seit 2009 als Lehrverantwortlicher. 1997 bis 2006 war er ärztlicher Direktor und Vorstandsmitglied der Henriettenstiftung, 2006 bis 2012 ärztlicher Geschäftsführer am Diakoniekrankenhaus Henriettenstiftung. Seit 2016 ist er Sprecher des Landesverbandes Geriatrie in Niedersachsen.

## Wissenschaftlicher Beitrag
Die Publikationen umfassen unter anderem Arbeiten über Gerinnungsveränderungen im Alter, dementielle Erkrankungen, die geriatrische Rehabilitation und Palliativmedizin. Dabei werden Laborarbeiten sowie klinisch geriatrische Themen gleichermaßen bearbeitet. Ein großer Bereich nimmt seit 1995 die Teilnahme an internationalen Multicenter-Studien zur Erprobung von Medikamenten gegen Demenz, insbesondere gegen Alzheimer-Demenz als sogenannter Principal Investigator des Studienzentrum (PI) bzw. bei mehr als 10 Studien als nationaler Leiter der klinischen Prüfung (LKP) bzw. als „national coordinator“ ein.

## Mitgliedschaften in wissenschaftlichen Vereinigungen
- Gerontological Society of America (GSA)
- American Geriatrics Society (AGS)
- Alzheimer's Association International Society to Advance Alzheimer's Research and Treatment (ISTAART)
- Schweizer Geriatriegesellschaft (SFGG-SPSG)
- Österreichische Geriatriegesellschaft (ÖGGG)
- Sektion I (Biologie des Alterns) der Deutschen Gesellschaft für Gerontologie und Geriatrie (DGGG)
- Deutsche Gesellschaft für Geriatrie (DGG)
- Deutsche Gesellschaft für Alternsforschung (DGfA)
- Sektion Geriatrie des BDI
- Deutsche Gesellschaft für Innere Medizin
- 2002–2008 Präsident der Deutschen Gesellschaft für Alternsforschung[4]
- 2002–2003 Past-Präsident der Deutschen Gesellschaft für Geriatrie

## Publikationen
Publikationsliste
- Klaus Hager: Publikationen in ResearchGate

Ausgewählte wissenschaftliche Artikel
- R. W. Jones, H. Soininen, K. Hager, D. Aarsland, P. Passmore, A. Murthy, R. Zhang, R. Bahra: A multinational, randomised, 12-week study comparing the effects of donepezil and galantamine in patients with mild to moderate Alzheimer's disease. In: Int J Geriatr Psychiatry. 19(1), 2004, S. 58–67.

- N. Ahmed, U. Ahmed, P.J. Thornalley, K. Hager, G. Fleischer, G. Münch: Protein glycation, oxidation and nitration marker residues and free adducts of cerebrospinal fluid in Alzheimer’s disease and link to cognitive impairment. In: J. Neurochem. 92/2, 2005, S. 255–263.

- L. Holmquist, G. Stuchbury, K. Berbaum, S. Muscat, S. Young, K. Hager, J. Engel, G. Münch: Lipoic acid as a novel treatment for Alzheimer's disease and related dementias. In: Pharmacol Ther. 113/1, 2007, S. 154–164.

- A. Maczurek, K. Hager, M. Kenklies, M. Sharman, R. Martins, J. Engel, D. A. Carlson, G. Münch: Lipoic acid as an anti-inflammatory and neuroprotective treatment for Alzheimer's disease. In: Advanced Drug Delivery Reviews. 60, 2008, S. 1463–1470.

- K. Hager, A. S. Baseman, J. S. Nye, H. R. Brashear, J. Han, M. Sano, B. Davis, H. M. Richards: Effects of galantamine in a 2‑year, randomized, placebo-controlled study in Alzheimer’s disease. In: Neuropsychiatric Disease and Treatment. 10, 2014, S. 391–401, PMC 3937252 (freier Volltext)

- K. Hager, M. Brecht, O. Krause, V. Grosse: Einfluss der Kognition auf die Behandlungsergebnisse in der Geriatrie - Zusammenhang von MMSE und Zugewinn in den Alltagsaktivitäten. In: Zeitschrift für Gerontologie und Geriatrie. 47/5, 2014, S. 379–384.

- K. Klindtworth, P. Oster, K. Hager, O. Krause, J. Bleidorn, N. Schneider: Living with and dying from advanced heart failure: understanding the needs of elderly patients at the end of life. In: BMC Geriatrics. 15, 2015, S. 125–136, PMC 4608315 (freier Volltext)

- K. Hager, A. S. Baseman, J. S. Nye, H. R. Brashear, J. Han, M. Sano, B. Davis, H. M. Richards: Effect of concomitant use of memantine on mortality and efficacy outcomes of galantamine-treated patients with Alzheimer’s disease: Post hoc analysis of a randomized placebo-controlled study. In: Alzheimer's Research & Therapy. 8, 2016, S. 47–57. (online)